# Brugnac
Brugnac – miejscowość i gmina we Francji, w regionie Nowa Akwitania, w departamencie Lot i Garonna.
Według danych na rok 1990 gminę zamieszkiwało 190 osób, a gęstość zaludnienia wynosiła 13 osób/km² (wśród 2290 gmin Akwitanii Brugnac plasuje się na 987. miejscu pod względem liczby ludności, natomiast pod względem powierzchni na miejscu 778.).